# Il corvo (fumetto)
Il corvo (The Crow) è un fumetto di James O'Barr, pubblicato per la prima volta tra il 1988 e il 1989. L'autore iniziò a pensare al fumetto dopo aver perso la sua fidanzata in un incidente. Oltre che dalla sua stessa tragedia personale, il fumettista Iniziò a lavorare all'opera traendo ispirazione anche dalla storia di due fidanzati uccisi a Detroit per un anello da 20 dollari.
Fin dalla sua prima pubblicazione, la storia di Eric ha colpito ed affascinato, sia per la trama che per il disegno dell'autore, che realizza tavole estremamente cupe e a tratti inquietanti. Per questo motivo l'opera ha avuto notevole successo tra gli appartenenti alla cultura dark. Il fumetto è stato tradotto in quasi una dozzina di lingue e ha venduto milioni di copie in tutto il mondo.

## Trama
Il corvo narra la triste storia di Eric, ucciso insieme alla sua ragazza Shelly da una banda di feroci malviventi. Due sono le cose che tengono in vita Eric: la sete di vendetta e una presenza sovrannaturale incarnata da un leggendario corvo.
Nella fattispecie il corvo è ciò che gli ha permesso di ritornare in "vita" ed essere immortale: difatti egli nonostante soffra, non può essere ucciso. Sofferenza e follia trasformano Eric in uno spietato angelo della morte, un oscuro antieroe che elimina senza alcuna pietà i responsabili dello stupro e dell'omicidio della sua amata Shelly.
Solo al termine del suo percorso di vendetta, Eric può raggiungere la sua ragazza nel regno dei morti, dove finalmente potranno vivere insieme per l'eternità.

## Edizione definitiva
(James O'Barr, "Cavalli, treni, proiettili e vasche da bagno")
La pubblicazione di una nuova edizione aggiornata venne inizialmente annunciata nel 2004 ma fu più volte posticipata finendo per essere pubblicata diversi anni dopo, 28 luglio 2011. In Italia l'"Edizione definitiva" è stata pubblicata da Edizioni BD.
Solo nella parte che riguarda la storia, è stata aggiunta una quarantina di pagine, la maggior parte riguardanti dei flashback romantici di Eric e Shelly, nel quale viene introdotta la figura della "donna in nero": "Quando iniziai il corvo  nel 1981, erano passati solo pochi anni dalla morte di 'Shelly'. C'erano questi momenti speciali che condividevamo, momenti intensamente personali che custodisco stretti nel cuore, come se fossero doni fragili solo per me. Avevo paura di sminuirli, o peggio sprecarli, se li avessi raccontati nel libro, nonostante il libro fosse autobiografico e personale, e dunque mi trattenni. Non provo gli stessi sentimenti ora. La nuova scena ("Una favola di agosto") è uno di quei momenti speciali". Sono state aggiunte inoltre delle tavole al dialogo tra il corvo e l'agente di polizia Albrect e alla scena di massacro finale poco prima dell'uccisione di T-bird (queste pagine furono tagliate dal progetto originale per questioni tecniche relative alla stampa). Prima del capitolo finale è stata aggiunta una scena, intitolata "cavallo lucente" in cui Eric incontra nuovamente il cavallo dell'introduzione: "Ho sempre pensato che il cavallo dovesse apparire nel finale ma non ho mai capito come e quando. Vent'anni dopo ho capito il significato dell'animale: il senso di colpa non era solo quello di Eric, ma anche il mio per non essere riuscito ad aiutare la ragazza che era Shelly". Degni di nota sono alcune pagine originali che sono state modificate o del tutto tagliate; ad esempio non sono più presenti i testi musicali di "The Hanging Garden" dei The Cure e di "Komakino" dei Joy Division.

## Altri media

### Cinema
La tragica storia di Eric è diventata un film ben più famoso del fumetto, Il corvo - The Crow (1994), grazie anche alla tragica morte dell'attore protagonista, Brandon Lee, avvenuta il terzultimo giorno delle riprese, a causa di un colpo di pistola caricata a salve, in cui però era precedentemente rimasta bloccata una pallottola all'interno della canna. Il film ha avuto tre diversi sequel che hanno avuto tuttavia scarso successo e un film reboot in chiave moderna: Il corvo 2 (1996), Il corvo 3 - Salvation (2000), Il corvo - Preghiera maledetta (2005) e The Crow - Il corvo (2024). Il secondo film è l'unico dei tre sequel a collegarsi alla trasposizione del primo.

### Televisione
Il fumetto è stato adattato anche per una serie televisiva intitolata Il corvo (1998-1999). Anche nel caso della serie, ci sono diverse differenze con il fumetto: ad esempio il personaggio di Eric è molto diverso dalla sua versione cartacea, poiché la sua unica ragione di vita è la redenzione, anziché la vendetta.

### Fumetti e romanzi derivati
Dopo l'uscita del film Il corvo 2 (sequel del lungometraggio cinematografico del 1994), è stato realizzato un fumetto tratto dal film, intitolato The Crow - City Of Angels.
A questo fumetto ne sono seguiti molti altri, nel corso degli anni, oltre anche ad alcuni romanzi (due dei quali sono novelization del primo e del secondo film, mentre un altro - The Lazarus Heart - è stato fonte di ispirazione per il terzo film). Alcuni hanno ripreso la storia di Eric, rileggendola secondo ottiche diverse, altri si sono concentrati su personaggi sempre diversi, ma uniti da un destino simile (essere uccisi assieme alla persona amata ed essere resuscitati dal corvo per vendicarsi). Il franchise prosegue ancora oggi, e ha visto partecipare molti celebri autori di fumetti, fra cui Todd McFarlane.

## Curiosità
- Il primo numero de Il corvo ha una dedica a Ian Curtis, il cantante dei Joy Division impiccatosi all'età di 23 anni.
- Il fumetto è ricco di citazioni prese da fonti variegate, come gruppi dark o rock (The Cure, Joy Division) e poeti celebri (come Charles Baudelaire).